# Xã Marsh Creek, Quận Mahnomen, Minnesota
Xã Marsh Creek (tiếng Anh: Marsh Creek Township) là một xã thuộc quận Mahnomen, tiểu bang Minnesota, Hoa Kỳ. Năm 2010, dân số của xã này là 152 người.